# Scar The Martyr
Scar the Martyr - американская метал-группа, основанная в 2013 году бывшим барабанщиком группы Slipknot Джои Джордисоном. Одноимённый дебютный альбом вышел 1 октября 2013 года.

## История группы
Группа была образована в апреле 2013 года барабанщиком группы Slipknot Джои Джордисоном как сайд-проект.
В июне 2013 года группа официально объявила о своём окончательном имени и полном составе, в который вошли бывший барабанщик Nine Inch Nails Крис Вренна на клавишных, вокалист Генри Дерек Боннер (Lilitu, позже переименованная в Blood Promise), басист Kyle Konkiel (ранее из In This Moment), гитарист Kris Norris (Darkest Hour). Затем на смену Крису Вренна пришёл клавишник Joey Blush (из Blush Response), которого позже сменил ещё один клавишник Matt Tarach.
Первым официальным релизом группы стал Revolver EP из четырёх песен, на котором впервые увидели свет песни Blood Host и Soul Disintegration.
Полноценный дебютный альбом группы с одноимённым названием был выпущен 1 октября 2013 года.

## Уход Генри Дерека
11 апреля 2014 года Генри Дерек официально заявил, что он уходит из группы. В тот же день сама группа подтвердила эту новость. Так же Кайл Конкиель в свою очередь заявил, что Генри не ушёл по своей воле, его попросили уйти. Причиной ухода стали творческие препинания с Джои Джордисоном. После ухода из группы Генри ушел в Act of Defiance.

## Второй альбом (2016 год)
После ухода Генри Дерека группа заявила, что у них уже есть несколько человек на место нового вокалиста. Также в своих социальных сетях участники группы выкладывают фото из студии. 8 Августа Мэтт Тэрак на своей страничке в фейсбук написал что он работает над новыми песнями для группы, из этого можно понять что запись альбома началась, хотя никаких официальных заявлений группа не делала, и неизвестно кто новый вокалист.
5 Декабря Джои Джордисон написал следующее сообщение на своём аккаунте в twitter:
«Большая любовь и признательность тем, кто проголосовал за меня в голосовании. Это так много значит! Не могу дождаться когда вы увидите то, что я приготовил для вас!».
Джоуи Джордисон не стоит на месте: вместе с продюсером Като Хандвалой и солистом Каленом Чейзом он записал новый альбом. Чейз между прочим в своё время ездил в туры с KoRn, работая у них бэк-вокалистом и перкуссионистом. Пока непонятно как Джоуи собирается поступить с новой пластинкой — выпустит её от лица своей группы Scar the Martyr или представит работу как абсолютно независимый проект.

## Участники

### Нынешние участники
- Крис Норрис — гитара (2013 — наши дни)
- Джэд Саймон — гитара, бэк-вокал (2013 — наши дни)
- Кайл Конкиель — бас-гитара, бэк-вокал (2013 — наши дни)
- Мэтт Тэрак — клавишные (2013 — наши дни)
- Кален Чейз – вокал (2015 — наши дни)

### Бывшие участники
Джои Джордисон — ударная установка (2013 — 2021)
- Генри Дерек — вокал (2013—2014)

### Сессионные участники
- Крис Вренна — клавишные (2013)

### Туровые участники
- Джоуи Блаш — клавишные (2013)

## Дискография

### Студийные альбомы
- Scar the Martyr — 2013, Roadrunner Records.

### EP
- Revolver EP — 2013, Roadrunner Records.
- Metal Hammer EP — 2013, Metal Hammer.

### Видеоклипы
- Blood Host — 2013
- Soul Disintegration — 2013